# 1937 a légi közlekedésben
Ez a lista az 1937-es év légi közlekedéssel kapcsolatos eseményeit tartalmazza.

## Események

### március
- március 6. – megszületik Valentyina Tyereskova orosz, szovjet űrhajós, az első nő a világűrben

### április
- április 12. – megszületik Igor Volk orosz, szovjet berepülőpilóta és űrhajós († 2017)

## Első felszállások

### január
- január – Nakajima B5N
- január 16. - Fairey Fulmar

### május
- május - Ar 196

### július
- július 3. - Do 24

### október
- október 12. - Hawker Hurricane, ugyanabban az évben hadrendbe állt a Brit Királyi Légierő (RAF) kötelékében

### december
- december 2. - F2A Buffalo
- december 24. - C.200 Saetta